# Sax
För andra betydelser, se Sax (olika betydelser).

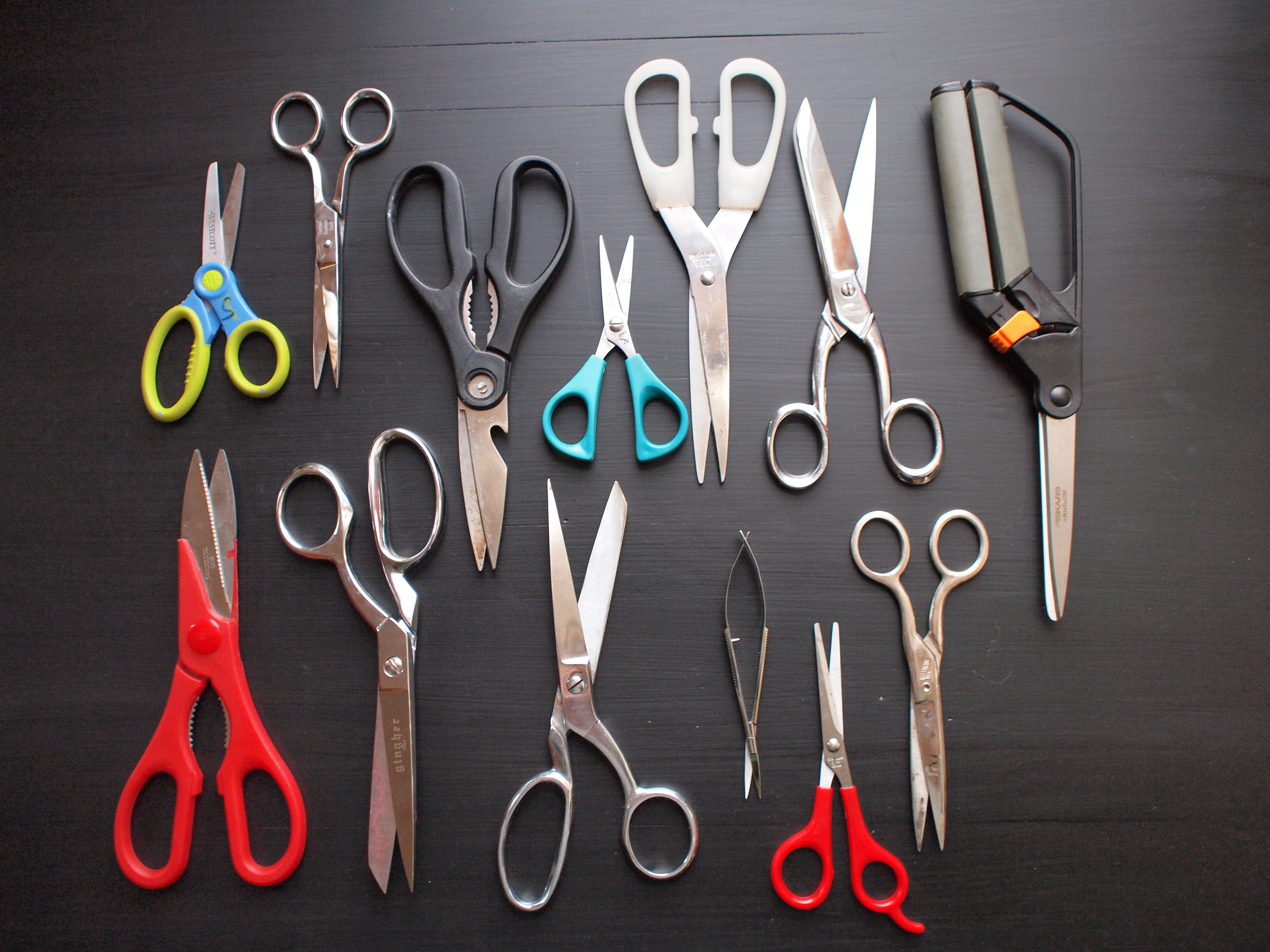
Olika former av skänkelsaxar.

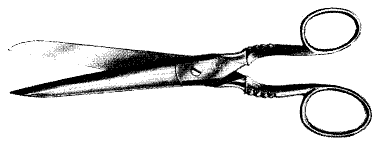
Bruklig skänkelsax, omkring 1850.

Sax avser i modern tid ett klippverktyg bestående av två eneggade blad som vid klippning förs tättslutande förbi varandra vilket skapar en avskärande verkan mellan dem.

## Etymologi
Namnet är ett arv från en typ av lång kniv eller kortsvärd som var vanlig under medeltiden och tidigare, kallad just sax (senare även saxkniv, saxdolk, saxsvärd), vilken likt den senare saxen var slipad på bara ena bladsidan, så kallat saxslipning, en vanlig princip bland stora bruksknivar (jämför machete).
Begreppet i sig förekommer oförändrat i fornnordiskan och är troligen besläktat med latin: secare (”skära”). Jämför sekatör.

## Handsax
Handsaxar används för klippning av tyg, tråd, papper, hår, naglar, metall och vid matberedning. De kan indelas i flera olika kategorier efter en mängd olika kriterier och konstruktioner.

### Bygelsax (ullsax)

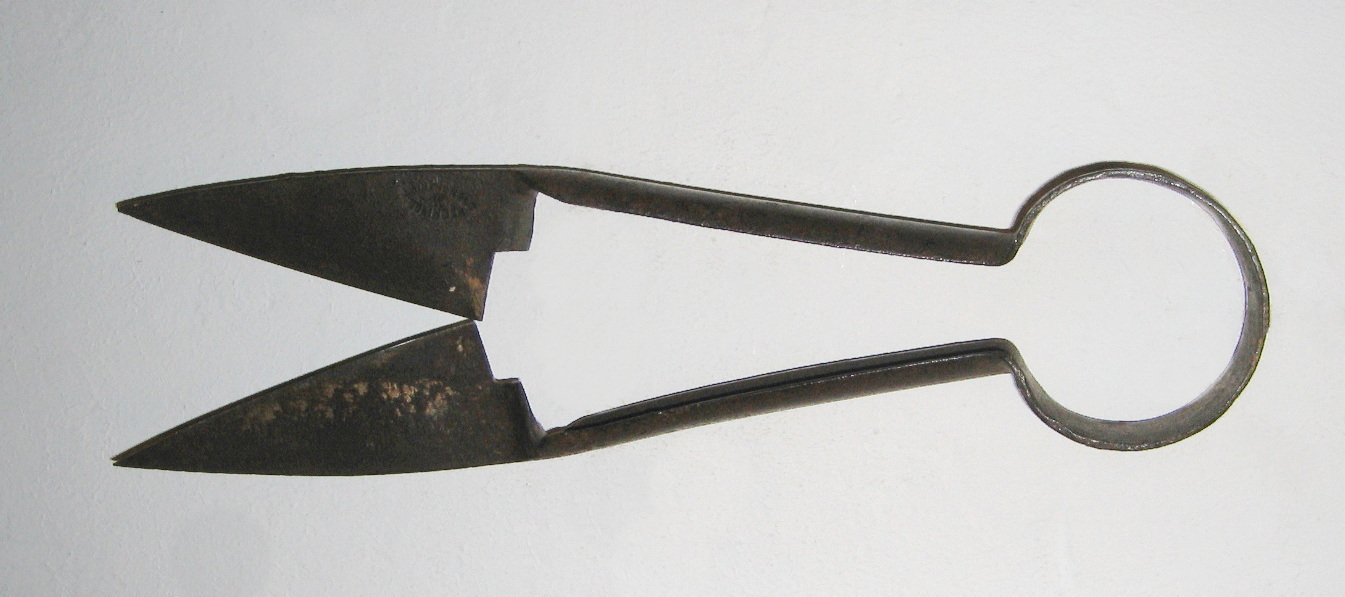
Bygelsax

Bygelsax, även känd som ullsax, fårsax eller sisare, sammanlänkar bladen med en halvcirkelformad bladfjädrad bygel som håller bladen isär när de inte aktivt pressas samman.
Ullsaxen är den äldre formen av handsax och kan i Europa genom arkeologiska fynd följas tillbaka till omkring 300 f.Kr., i Sverige till tiden före vikingatiden.
Denna saxtyp används fortfarande vid manuell klippning av får. Mindre sisare används inom bland annat sömnad, bonsaiodling och tillverkning av fiskeflugor.

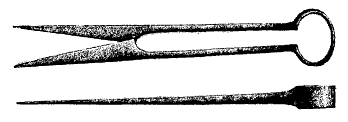
Ullsax från järnåldern funnen i Hemse på Gotland.
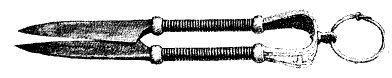
Ullsax från vikingatiden funnen på Björkö i Mälaren.

### Skänkelsax (skräddarsax)

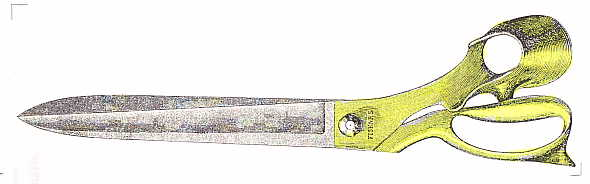
Bruklig skräddarsax med mässingsöglor, 1880.

Skänkelsax, även skräddarsax, sammanlänkar bladen med en bult, skruv eller nit och drivs av skänklade (fingeröglor i var bakände. Det är den vanligaste saxtypen för många olika ändamål. Avsaknaden av fjädring jämte bygelsaxen möjliggör för större kontroll och detaljarbete.
Skänkelsaxen påträffas i Sverige med början från 800-talet men blev först vanlig på 1500-talet. Skräddarsaxen visar att med mässing var öglornas ergonomiskt optimala form färdig redan 1880. Senare används även öglor av plast.

## Tillverkningsteknikens betydelse
Saxskären skall vara lätt böjda så att de mjukt och fjädrande arbeta mot varandra i skärningspunkten. Slipning av skären har alltid varit ett av de mest krävande arbetsmomenten vid saxens tillverkning. Slipningen har utförts för hand ända till senare hälften av 1990-talet. Även om försök hade gjorts tidigare med speciella saxslipmaskiner, var man länge beroende av skickliga händer för den sista finputsningen. Saxskäret skulle i upprepade omgångar föras i en bågformig bana mot olika slipskivor med allt finare kornstorlek. De handslipningar som visas på bilderna från år 1962 har detaljerat beskrivits av Leonardo da Vinci: "träskiva beklädd med läder och bestruken med en blandning av olja och smärgel".

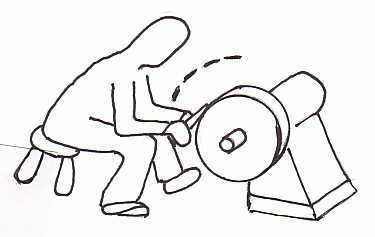
Handslipning 1962
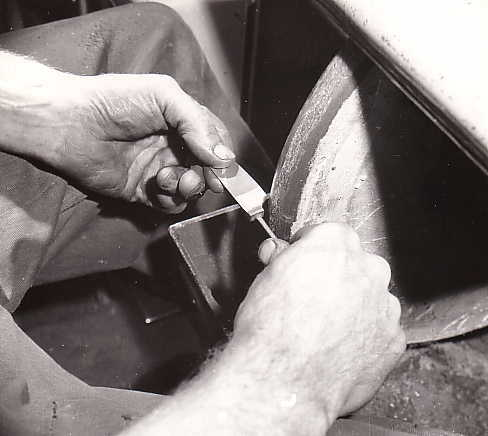
Handslipning 1962, knivar, saxar

Med de gamla saxslipmaskinerna var saxeggen i kontakt med slipskivan flera sekunder. Därför måste slipskivan vara mycket mjuk. Man kunde inte använda keramiska profilerade slipskivor, som allmänt har använts i andra verkstäder från början av 1900-talet.

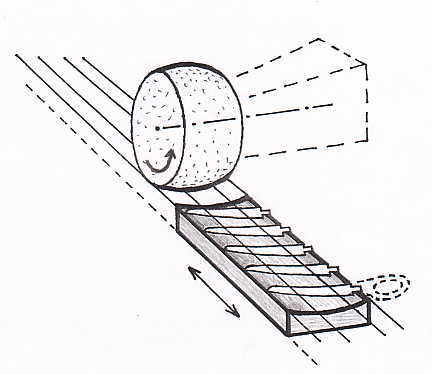
Parallella generatrislinjer 1963
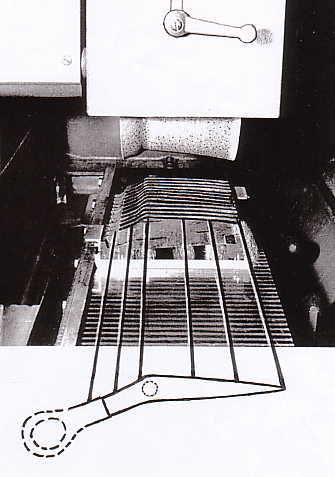
Konturslipning 1967

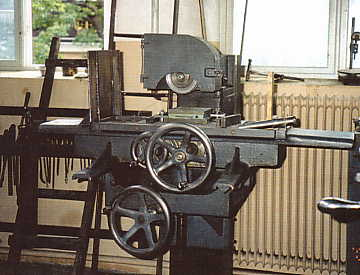
Planslipmaskin omkring år 1900, Skansens Verkstad

År 1967 gjorde det finländska industriföretaget Fiskars stora framsteg i utvecklingen av en ny metod för slipning av saxar i en planslipmaskin med profilerad slipskiva. Man upptäckte att saxskärens alla ytor kunde definieras med parallella linjer, både de flata ytorna, konturerna och skäreggen. Eggen är i kontakt med slipskivan en tusendels sekund och spolas med vatten under flera sekunder vid arbetsbordets rörelser. Där den gamla metoden hade förbrukat 40 slipskivor för ett visst antal saxar, förbrukade den nya metoden en slipskiva för samma antal saxar.
Planslipmaskinens precision gör att varje yta och kontur blir färdig med en slipning, och att saxens kvalitet och hållbarhet blir överlägsen jämfört med saxar gjorda enligt de gamla metoderna. Fiskars kunde vid världsutställningen i Spanien 1992 berätta, att en slipare på ett 8 timmars skift med de nya metoderna kunde slipa lika många saxar som tidigare på ett år med de gamla metoderna.
Planslipmaskiner och keramiska slipskivor var allmänt i bruk i verkstäder i början av 1900-talet, som visas på en bild från Skansen, Stockholm.
Världens första planslipmaskin för saxtillverkning kom 1965 från AB Malcus Holmquist i Halmstad, slipskivorna levererades från SlipNaxos AB i Västervik, precisionsmätinstrument kom från CE Johansson i Eskilstuna och det rostfria stålet från Sandviken.

## Saxar som fällor
I jakt är en sax ett numera förbjudet fångstredskap där en mekanism gör att fällan slår ihop när djuret (inte nödvändigtvis enbart räv) trampar i den. En grövre variant kallas analogt vargsax eller björnsax.
Rävsax är också en skämtsam benämning på den speciella radiopejlmottagare, som används vid radiopejlorientering, RPO, likaledes skämtsamt kallat rävjakt.

## Saxliknande redskap
- Häcksax
- Ljussax
- Druvsax
- Sekatör
- Plåtsax
- Bultsax
- Skräddarsax
- Avbitartång
- Väktarsax